# 2014年漣川韓軍虐兵案
漣川韓軍虐兵案是指發生在2014年4月6日的一宗韓國陸軍虐兵事件，事件中的被害人是一名20歲的尹姓士兵，派駐於漣川、隸屬於第28师的第977砲兵營，他在那遭到五名老兵集體長期虐待，最終不堪凌虐而死，該事件最後使韓國陸軍參謀總長權五晟上將引咎辭職。
台灣媒體將之稱為韓國版的洪仲丘事件。依韩文媒體報導，2014年10月30日，韓國陸軍第三野戰軍司令部普通軍事法院判處虐死尹姓士兵的主犯李姓上兵45年徒刑，还有四名被告分别判处15至30年之重刑。

## 來源
1. ↑  .   [2014-09-22]. （原始内容存档于2014-10-19）.
2. ↑  .   [2014-09-22]. （原始内容存档于2014-10-31）.
3. ↑  三立新聞網. .   [2014-09-22]. （原始内容存档于2019-09-12）.
4. ↑  .   [2015-02-02]. （原始内容存档于2016-03-05）.
5. ↑  中時電子報. . 中時電子報. 2014-10-30  [2015-02-02]. （原始内容存档于2014-12-04）.
6. ↑  .   [2014-10-19]. （原始内容存档于2014-10-19）.
7. ↑  .   [2014-10-19]. （原始内容存档于2014-10-19）.
8. ↑  .   [2014-10-19]. （原始内容存档于2015-06-22）.
9. ↑  .   [2014-10-19]. （原始内容存档于2014-10-19）.